# Анненково (Башкортостан)
Анненково (баш. Анненков) — деревня в Белебеевском районе Башкортостана России. Входит в состав Донского сельсовета.

## География
Стоит в истоках речки Медведка (левый приток Усени). На той же речке в начале XX века находился хутор Панковский, основанный переселенцами-малороссами.

### Географическое положение
Расстояние до:
- районного центра (Белебей): 19 км,
- центра сельсовета (Пахарь): 3 км,
- ближайшей ж/д станции (Глуховская): 13 км.

## Топоним
Известна в разные годы как Большая Анненская, Медветки, Медведка, Воейково, Средникова, Анненка.
На карте Стрельбицкого издания 1919-1921 указано два названия: Анненкова (Медведовка)

## История
Сохранилась ревизская сказка 1834 года деревни Медветки Белебеевского уезда Оренбургской губернии помещицы Анны Тимофеевны Воейковой . Население на 1834 год - 195 душ мужского пола и 199 душ женского пола. Данная ревизия свидетельствует о том что все жители деревни Медветки были получены А.Т. Воейковой в приданство от ее отца титулярного советника Тимофея Степановича Аксакова в 1819 году. И действительно все эти крестьяне были обнаружены в ревизских сказках 1811 года села Дмитриевское Надеждино тож и деревни Ивановки, принадлежащих Т.С. Аксакову. Исповедные ведомости Дмитриевской церкви села Надеждино свидетельствуют о том что деревня Медветка появилась примерно в 1817-1818 годах. Причем в 1834 году у А.Т. Воейковой кроме Медветки во владении была также деревня Сиушка. Обе деревни в метрических книгах и исповедных ведомостях Дмитриевской церкви села Надеждино фигурируют под одним названием - деревня Воейкова.
Около 1837 года всех крестьян деревень Сиушки и Медведки купил промышленник Д.Е. Бенардаки. Примерно до 1841 все они оставались на старом месте, а потом их перевезли в основанную Бенардаки деревню Дмитриевку. В следующей ревизии 1850 года сельцо Анненково Медветка тож принадлежит уже девице из дворян В.Н. Анненковой и в ней 116 душ мужского пола и 98 душ женского пола, переведенных из Нижегородской губернии Арзамасского уезда села Неледина в 1847 году..

## Население
| 2002 | 2009 | 2010 |
| ---- | ---- | ---- |
| 34   | ↘30  | ↘23  |

Согласно переписи 2002 года, преобладающие национальности — русские (68 %), украинцы (26 %).

## Известные жители
- Тарасенко, Василий Фомич (4 декабря 1920 года — 15 июля 1995 года) — командир батареи 282-го гвардейского истребительного противотанкового артиллерийского полка (3-я отдельная истребительная противотанковая артиллерийская бригада, 5-я ударная армия, 1-й Белорусский фронт), гвардии капитан, Герой Советского Союза.